# BMW K 1200 GT
La BMW K 1200 GT est une moto fabriquée par le constructeur BMW. Elle est dérivée de la BMW K 1200 apparue en 1999 et qui inaugurait un moteur quatre cylindres en ligne de 1172 cm³ monté longitudinalement dans le cadre. C'est une version plus sportive de la K 1200 LT et plus routière que la K 1200 RS. 
La protection et la capacité d'emport de bagage se situe entre ces deux modèles, tout comme le prix de 16 750 €. La première version est une K 1200 RS habillée de déflecteurs améliorant la protection aux mains et aux jambes, ainsi que de demi-guidons surélevés et d'une bulle haute afin de la rapprocher d'une vraie GT. La selle est aussi plus épaisse. Pour le reste, c'est la même moto.
Les systèmes Telelever et Paralever assurent le travail des suspensions.

## Première génération
La K 1200 GT est un assemblage de deux motos complètement différentes. La première version a été présentée à l’Intermot 2002. Celle-ci était basé sur la K 1200 RS. Entre autres choses, le moteur, le châssis et les freins étaient identiques à ceux de la RS. Les principales différences par rapport à la K 1200 RS sont le pare-brise supérieur (réglable électriquement), l’élargissement de la carrosserie dans la zone des mains et des jambes ainsi que des valises latérales de couleur assortie à la carrosserie. Le bruit de l'échappement est plus discret que sur la RS. Un autre aspect est le un meilleur confort d'assise grâce à des demi-guidons mieux placés et à une selle plus haute qui permet un angle de genou plus confortable.
Cette version avait un moteur longitudinal à quatre cylindres en ligne (appelé Flying Brick) et était livrée en standard avec ABS intégré de FTE automotive. Le moteur est un successeur du moteur de la K 100 de 1983 avec une technologie moderne tel que le collecteur d’admission, G-cat, avec de faibles niveaux d’émission et une consommation de carburant maîtrisée.
La production de cette première génération a été arrêtée en 2005.

## Seconde génération
Livré à partir de 2006, la K 1200 GT de seconde génération est une toute nouvelle moto. Il ne reste que le nom et la philosophie sous-jacente Grand Tourisme. Derrière la carrosserie beaucoup plus anguleuse se cache le moteur à quatre cylindres des séries K 1200 S ou K 1200 R conçu pour plus de couple et moins de puissance de pointe et monté cette fois-ci transversalement. De plus, ce modèle intègre l’ABS partiel de Continental Teves (sans servofrein).
Cette seconde génération utilise un moteur transversal de 1 157 cm³, avec des cotes d'alésages et de courses, respectivement de 79 et 59 mm. La puissance du moteur est portée à 152 chevaux à 9 500 tr/min et 13 mkg de couple à 7 750 tr/min. La suspension avant Telelever est remplacée par le nouveau système Duolever avec un débattement de 115 mm. Le frein arrière passe à 294 mm. La hauteur de selle est réglable entre 820 et 840 mm. La boite de vitesses est à 6 rapports.
La deuxième génération de la K 1200 GT a été remplacée fin 2008 par la K 1300 GT.